# Campionati del mondo di atletica leggera indoor 1995 - 60 metri ostacoli maschili
I 60 metri ostacoli si sono tenuti l'11 e il 12 marzo 1995 presso lo stadio Palau Sant Jordi di Barcellona.

## Risultati

### Batterie
Qualificazione: i primi due di ogni batteria (Q) e i 4 seguenti migliori tempi (q) vanno alle semifinali.

#### Batteria 1
Sabato 11 marzo 1995
| Posizione | Corsia | Nome               | Nazionalità | Tempo | Note |
| --------- | ------ | ------------------ | ----------- | ----- | ---- |
| 1         | -      | Tong Li            | Cina        | 7"66  | Q    |
| 2         | -      | Yevgeniy Pechonkin | Russia      | 7"75  | Q    |
| 3         | -      | Emilio Valle       | Cuba        | 7"76  | q    |
| 4         | -      | Ronald Mehlich     | Polonia     | 7"79  | q    |
| 5         | -      | Gaute Gundersen    | Norvegia    | 7"85  |      |
| 6         | -      | Sébastien Thibault | Francia     | 7"86  |      |
| 7         | -      | Johan Lisabeth     | Belgio      | 7"88  |      |

#### Batteria 2
| Posizione | Corsia | Nome           | Nazionalità        | Tempo | Note |
| --------- | ------ | -------------- | ------------------ | ----- | ---- |
| 1         | -      | Frank Busemann | Germania           | 7"67  | Q    |
| 2         | -      | Antonio Lanau  | Spagna             | 7"78  | Q,   |
| 3         | -      | Igors Kazanovs | Lettonia           | 7"80  |      |
| 4         | -      | Jiří Hudec     | Rep. Ceca          | 7"84  |      |
| 5         | -      | Chen Yanhao    | Cina               | 7"91  |      |
| 6         | -      | Muhamed Amin   | Pakistan           | dns   |      |
| 7         | -      | Robert Tupuhoé | Polinesia francese | dns   |      |

#### Batteria 3
| Posizione | Corsia | Nome             | Nazionalità     | Tempo | Note             |
| --------- | ------ | ---------------- | --------------- | ----- | ---------------- |
| 1         | -      | Allen Johnson    | Stati Uniti     | 7"66  | Q                |
| 2         | -      | Gheorghe Boroi   | Romania         | 7"73  | Q                |
| 3         | -      | Tim Kroeker      | Canada          | 7"89  |                  |
| 4         | -      | Miguel Soto      | Porto Rico      | 7"96  | Record nazionale |
| 5         | -      | Hakim Mazou      | RD del Congo    | 8"07  |                  |
| 6         | -      | Modesto Castillo | Rep. Dominicana | dns   |                  |
| 7         | -      | T.J. Kearns      | Irlanda         | dns   |                  |

#### Batteria 4
| Posizione | Corsia | Nome               | Nazionalità  | Tempo | Note             |
| --------- | ------ | ------------------ | ------------ | ----- | ---------------- |
| 1         | -      | Mark McKoy         | Austria      | 7"67  | Q                |
| 2         | -      | Jyrki Kähkönen     | Finlandia    | 7"75  | Q                |
| 3         | -      | Sven Göhler        | Germania     | 7"80  |                  |
| 4         | -      | Carlos Sala        | Spagna       | 7"82  |                  |
| 5         | -      | Aleksandr Yenko    | Moldavia     | 7"97  |                  |
| 6         | -      | Brian Taylor       | Regno Unito  | 8"00  |                  |
| 7         | -      | Yevgeniy Shorokhov | Kirghizistan | 8"10  | Record nazionale |

#### Batteria 5
| Posizione | Corsia | Nome                 | Nazionalità | Tempo | Note             |
| --------- | ------ | -------------------- | ----------- | ----- | ---------------- |
| 1         | -      | Courtney Hawkins     | Stati Uniti | 7"62  | Q                |
| 2         | -      | Erik Batte           | Cuba        | 7"74  | Q,               |
| 3         | -      | Igor Kováč           | Slovacchia  | 7"75  | q                |
| 4         | -      | Niklas Eriksson      | Svezia      | 7"88  |                  |
| 5         | -      | Christian Maislinger | Austria     | 7"96  |                  |
| 6         | -      | Nur Herman Majid     | Malaysia    | 8"03  | Record nazionale |
| 7         | -      | William Fong         | Samoa       | dq    | 162.7            |

#### Batteria 6
| Posizione | Corsia | Nome                 | Nazionalità | Tempo | Note |
| --------- | ------ | -------------------- | ----------- | ----- | ---- |
| 1         | -      | Tony Jarrett         | Regno Unito | 7"58  | Q    |
| 2         | -      | Antti Haapakoski     | Finlandia   | 7"65  | Q    |
| 3         | -      | Kyle Vander-Kuyp     | Australia   | 7"74  | q,   |
| 4         | -      | Artur Kohutek        | Polonia     | 7"84  |      |
| 5         | -      | Wagner Marseille     | Haiti       | 7"92  |      |
| 6         | -      | Jonathan N'Senga     | Belgio      | 7"93  |      |
| 7         | -      | Mohamed Mohamed Samy | Egitto      | 8"09  |      |

### Semifinali
Qualificazione: i primi quattro di ogni semifinale (Q) vanno in finale.

#### Semifinale 1
| Posizione | Corsia | Nome             | Nazionalità | Tempo | Note |
| --------- | ------ | ---------------- | ----------- | ----- | ---- |
| 1         | -      | Allen Johnson    | Stati Uniti | 7"41  | Q,   |
| 2         | -      | Tony Jarrett     | Regno Unito | 7"46  | Q    |
| 3         | -      | Frank Busemann   | Germania    | 7"63  | Q    |
| 4         | -      | Kyle Vander-Kuyp | Australia   | 7"73  | Q,   |
| 5         | -      | Jyrki Kähkönen   | Finlandia   | 7"73  |      |
| 6         | -      | Erik Batte       | Cuba        | 7"83  |      |
| 7         | -      | Ronald Mehlich   | Polonia     | 7"84  |      |
| 8         | -      | Gheorghe Boroi   | Romania     | 7"89  |      |

#### Semifinale 2
| Posizione | Corsia | Nome               | Nazionalità | Tempo | Note |
| --------- | ------ | ------------------ | ----------- | ----- | ---- |
| 1         | -      | Mark McKoy         | Austria     | 7"46  | Q    |
| 2         | -      | Courtney Hawkins   | Stati Uniti | 7"46  | Q    |
| 3         | -      | Emilio Valle       | Cuba        | 7"61  | Q    |
| 4         | -      | Antti Haapakoski   | Finlandia   | 7"65  | Q    |
| 5         | -      | Tong Li            | Cina        | 7"66  |      |
| 6         | -      | Yevgeniy Pechonkin | Russia      | 7"72  |      |
| 7         | -      | Igor Kováč         | Slovacchia  | 7"75  |      |
| 8         | -      | Antonio Lanau      | Spagna      | 7"79  |      |

### Finale
| Record mondiale       | Colin Jackson | 7"30 | Sindelfingen | 6 marzo 1994     |
| Record dei Campionati | Allen Johnson | 7"41 | Barcellona   | 11 marzo 1995    |
| Capolista stagionale  | Allen Johnson | 7"38 | Karlsruhe    | 12 febbraio 1995 |

Domenica 12 marzo 1995, ore 20:05.
| Pos.    | Corsia | Atleta           | Età | Nazione     | Tempo | Note                          |
| ------- | ------ | ---------------- | --- | ----------- | ----- | ----------------------------- |
| Oro     | -      | Allen Johnson    | 24  | Stati Uniti | 7"39  | Record dei campionati         |
| Argento | -      | Courtney Hawkins | 27  | Stati Uniti | 7"41  | Miglior prestazione personale |
| Bronzo  | -      | Tony Jarrett     | 26  | Regno Unito | 7"42  | Miglior prestazione personale |
| 4       | -      | Mark McKoy       | 34  | Austria     | 7"46  | Record nazionale              |
| 5       | -      | Emilio Valle     | 27  | Cuba        | 7"67  |                               |
| 6       | -      | Antti Haapakoski | 24  | Finlandia   | 7"70  |                               |
| 7       | -      | Frank Busemann   | 20  | Germania    | 7"70  |                               |
| 8       | -      | Kyle Vander-Kuyp | 23  | Australia   | 7"73  | Record oceaniano              |